# Модуль центрифуг

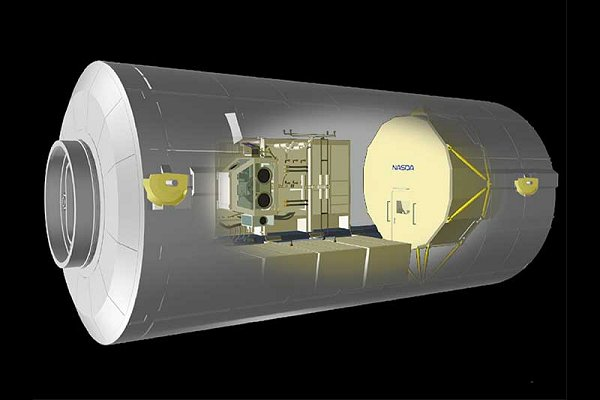
Модуль центрифуг (НАСА)

Модуль центрифуг (Centrifuge Accommodations Module, CAM) — отменённый модуль Международной космической станции. Должен был обеспечивать проведение экспериментов по созданию искусственной гравитации.
Возможности модуля:
- Подвергать разнообразные биологические образцы действию искусственной силы тяжести от 0,01g до 2g.
- Одновременно обеспечивать два различных уровня искусственной силы тяжести.
- Подвергать образцы кратковременному воздействию силы тяжести меньше земной или наоборот кратковременному воздействию перегрузок для исследования временных эффектов воздействия силы тяжести.
- Обеспечивать земные условия на МКС, чтобы изолировать эффекты микрогравитации.
- Обеспечивать земные условия на МКС, чтобы позволить биологическим образцам оправиться от эффектов микрогравитации.

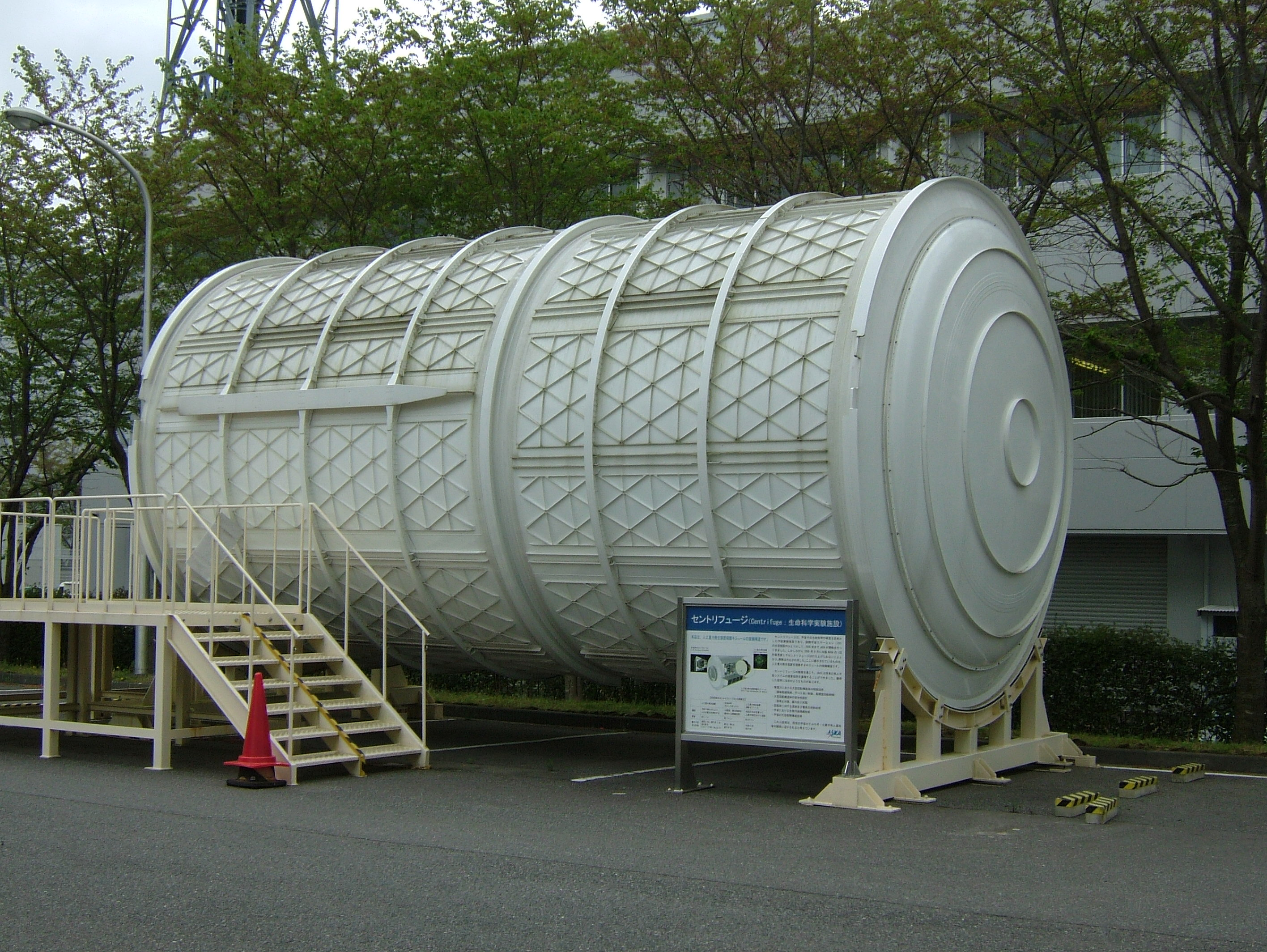
Частично построенный модуль центрифуг в Цукубском космическом центре

Модуль был построен JAXA, но приобретён НАСА в обмен на бесплатный запуск модуля Кибо.
CAM планировалось присоединить к модулю Гармония. От использования модуля отказались в 2005 году, наряду с Модулем проживания и Транспортным средством возвращения команды, из-за перерасходов МКС и сильного отставания от графика в полётах шаттлов. В настоящее время модуль демонстрируется на наружной выставке в Цукубском космическом центре (Японии).
В дальнейшем небольшой модуль центрифуг для исследования влияния на животных разработанный JAXA был доставлен на МКС в 2015 году кораблем снабжения HTV-5. Первыми животными на которые участвовали в эксперименте стали мыши (Mouse Habitat Unit).
Анимированную 3D-модель МКС с пристыкованным модулем центрифуг можно видеть в опенинге телевизионного фантастического сериала «Звёздный путь: Энтерпрайз» (2001).

## Технические данные
- длина: 8,9 м
- диаметр: 4,4 м
- масса: 10 тонн
- количество стоек: 14 всего, 4 из них содержат аппаратуру эксперимента